# قنيطسة مغربية
القنيطسة المغربية (باللاتينية: Anacyclus maroccanus) نوع نباتي يتبع جنس القنيطسة من الفصيلة النجمية.

## الموطن والانتشار
النبات واطن في المغرب العربي.